# 多邇具久
多邇具久乃《古事記》記述之國神，可寫成「谷蟆、谷蟇」，實則為日本蟾蜍。

## 概要

### 古事記之記載
依《古事記》上卷之記載，大國主神在出雲時，見一神明自波穗乘天之羅摩船（あめのかがみのふね）渡海而來，身上穿著蛾皮衣。大國主神問其名卻不答，問隨從眾神也無人知曉，這時有隻青蛙多邇具久開口說：「久延毘古神必定知道。」於是召來久延毘古神，祂回答：「祂是神產巢日神之子，名曰少名毘古那神。」大國主命便詢問神產巢日神以證實此事，後者說：「祂的確是我從指縫間漏出的兒子，與祢葦原色許男命（大國主命之別名）為兄弟，祢們應該攜手合作、建立國家。」於是兩人便合力建國，直到國家安定時，少名毘古那神就渡海回常世國。所以久延毘古便是說出少名毘古那神名字之人，所謂久延毘古便是稻田裡之曾富騰（そほど），腳雖然不良於行，卻盡知天下之事。

### 解說
谷蟆生活在土地上，盡悉國土任何角落的消息，故《萬葉集》卷五第800首、由山上憶良所作之長歌謳詠：「天雲延伸之極限即為谷蟆所讓渡的極限」。多邇具久的語源來自「谷潜り（たにくぐり）」，不過也有人說「くく」為蟾蜍叫聲的擬聲詞。歷史學者喜田貞吉則認為，谷蟆和操偶師有所關連。

## 信仰
在日本祭祀多邇具久的神社含有下列：

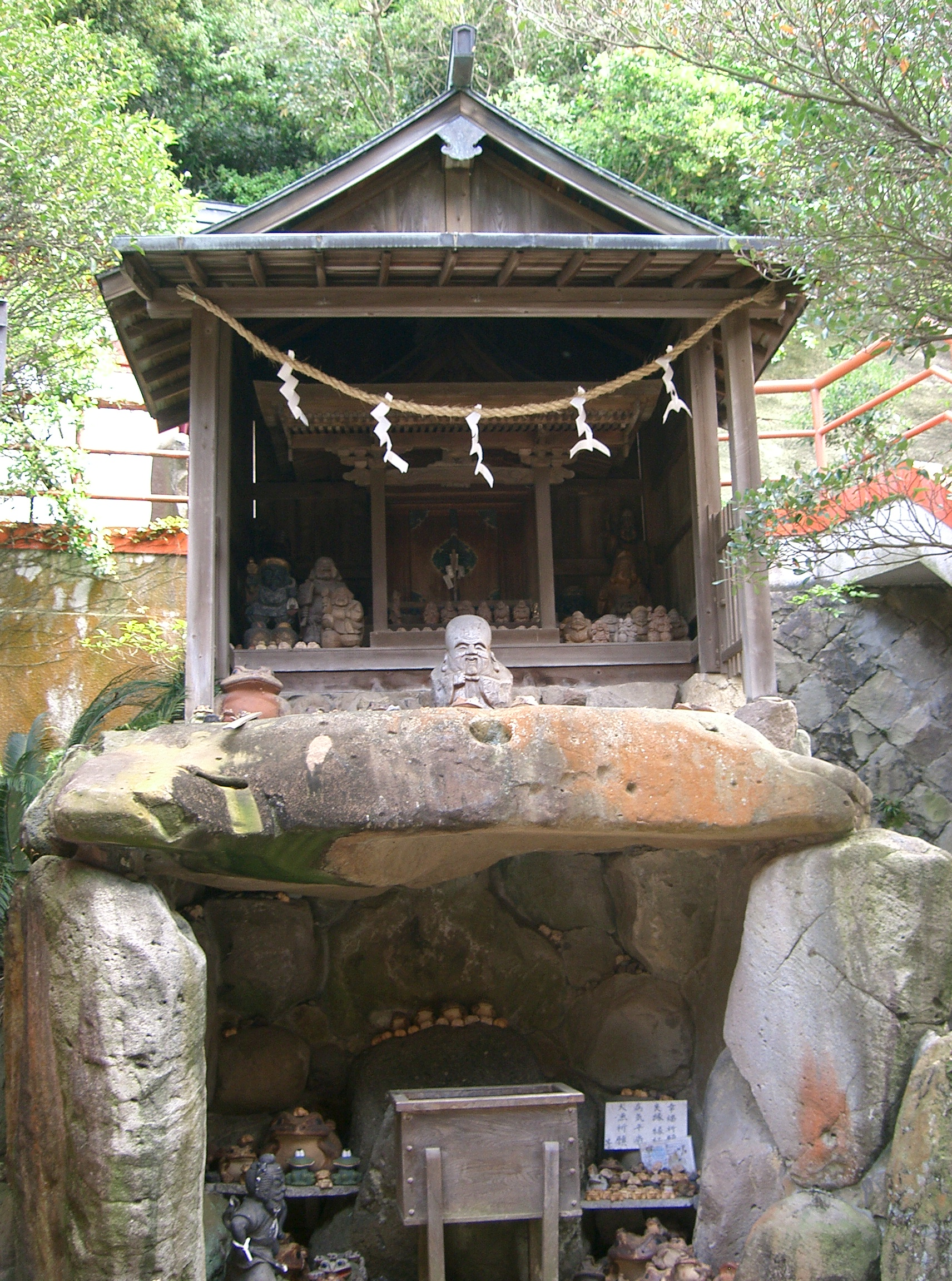
淡嶋神社之大國主社供奉了許多土製之瓦蟇

- 久具谷社（美保神社境外社，島根縣松江市美保關町（日语：美保関町））
- 淡嶋神社（和歌山縣和歌山市）：雖以少彥名命、大己貴命、息長足姫命（神功皇后）為祭神，但信徒習慣奉納土製之「瓦蟇」。
- 二見興玉神社（日语：二見興玉神社）（三重縣伊勢市）：雖以猿田彥大神為祭神，但信徒奉納「二見蛙」為神使[7]。

## 內部連結
- 大國主之建國

## 外部連結
- （日語）國學院デジタルミュージアム：谷蟆 （页面存档备份，存于）